# Validation législative
Pour les articles homonymes, voir Validation (homonymie).
En France, la validation législative est le procédé par lequel le législateur valide rétroactivement un acte administratif annulable par le juge administratif avant un recours pour excès de pouvoir.
En effet, les conséquences de la nullité d'un acte administratif peuvent être très graves, voire aberrantes notamment quand des actes ont été pris sur le fondement de cet acte nul. Par exemple quand un concours est annulé plusieurs années après son déroulement, alors que les lauréats sont déjà en fonction.
La validation législative permet donc de « sauver » l'acte annulé. Cette pratique est ancienne et a été très critiquée par la doctrine puisqu'elle entraîne une confusion des pouvoirs et une immixtion du pouvoir législatif dans la décision de justice.
Cette pratique, en transformant l'acte administratif en loi, écarte le juge administratif mais rend le juge constitutionnel compétent. Celui-ci devait donc trancher sur la conformité de cette pratique avec le principe de la séparation des pouvoirs. Le Conseil constitutionnel a ainsi considéré en 1980 que la validation législative était constitutionnelle quand elle se faisait dans un but d'intérêt général. Il a encadré le procédé à partir de 1988, et notamment en 1996 en interdisant que la validation porte sur une annulation définitive ayant la force de chose jugée. Enfin, l'acte validé doit être conforme à la constitution.
De plus, il est aujourd'hui nécessaire que la portée de la validation soit précise, qu'elle inscrive bien son étendue dans le texte législatif et elle ne peut atteindre la loi pénale.
Le Conseil d'État a également sanctionné le procédé au regard de la Convention Européenne des Droits de l'Homme lorsqu'il était contraire à l'exigence de droit au procès équitable.